# دقداقه
دقداقه (به عربی: الدقداقة) یک منطقهٔ مسکونی در امارات متحده عربی است که در امارت رأس‌الخیمه واقع شده‌است. دقداقه ۲۰ متر بالاتر از سطح دریا واقع شده‌است.